# Wappen der Stadt Greiz
Das Wappen der Stadt Greiz ist ein Hoheitszeichen der Stadt Greiz im Vogtland, die Kreisstadt des gleichnamigen Landkreises in Thüringen ist.

## Blasonierung
Die Blasonierung ist in §2 Abs. 1 der Hauptsatzung der Stadt geregelt und lautet wie folgt:

„[Das Wappen der Stadt Greiz] zeigt im einfachen unten gerundeten Schild auf silbernem Grund ein von einer eintorigen Zinnenmauer in braunem Ziegelstein umgebenes Gebäude mit einem davorstehenden Turm links und einem aufgesetzten Turm rechts, braunem Mauerwerk, roten Dächern und goldenen Turm- und Dachspitzen; zwischen den Türmen schwebt ein schwarzes Schild, darin ein nach rechts steigender goldener Löwe mit roter Krone, Krallen und gespaltenem Schwanz (reußischer Löwe).“

## Geschichte
Das Wappen erschien erstmals 1707 auf einem Stadtsiegel. Zu DDR-Zeiten wurde ab 1951 statt des reußischen Löwen ein blauer Schild mit schräggekreuztem goldenen Weberschiffchen und goldenen Hammer dargestellt, um die ansässige Industrie zu symbolisieren.

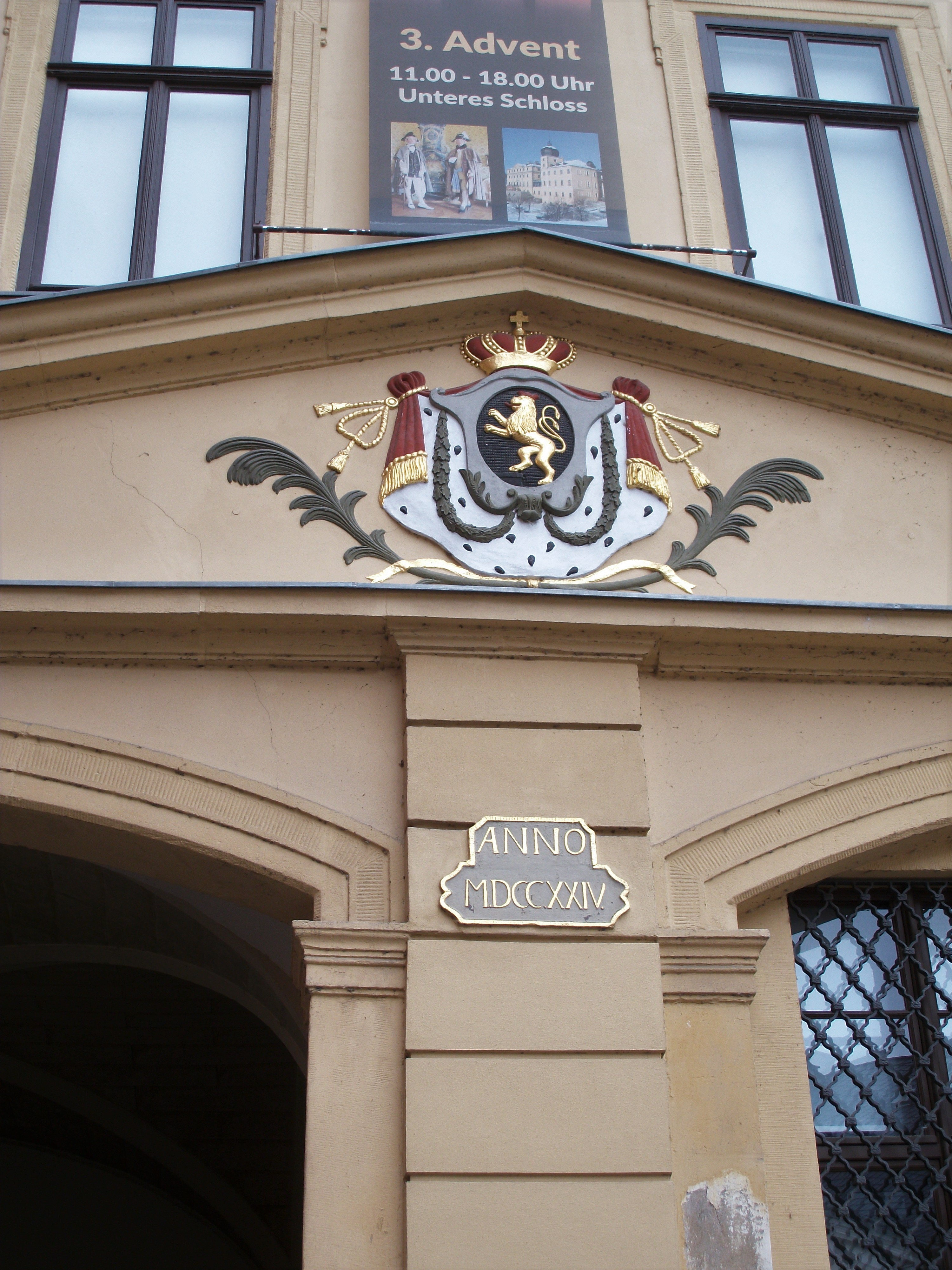
Wappen am Unteren Schloß

Der reußische Löwe, der bereits in der offiziellen Wappenbeschreibung der Stadt ausdrücklich genannt wird, geht seinerseits auf das Stammwappen der Vögte von Weida, Gera und Plauen zurück und wird seit dem 13. Jahrhundert verwendet.
Als ehemalige Residenzstadt des Fürstentums Reuß älterer Linie finden sich im Stadtgebiet, insbesondere an den Schlössern auch Verweise auf dessen Wappen, das ebenfalls den vogtländischen Löwen zeigt.

## Flagge und Dienstsiegel
Die Flagge der Stadt ist in den Stadtfarben Blau-Weiß gehalten mit aufgelegtem Stadtwappen.
Das Dienstsiegel trägt neben einem Verweis auf Thüringen ebenfalls das Wappen und den Stadtnamen.

## Belege
1. ↑  Stadt Greiz: Hauptsatzung der Stadt Greiz. 4. September 2022, abgerufen am 29. September 2023.
2. ↑  Manfred Bensing, Karlheinz Blaschke, Karl Czok, Gerhard Kehrer, Heinz Machatscheck: Lexikon Städte und Wappen der DDR. Hrsg.: Heinz Göschel. 2. neubearb. und erw. Auflage. Bibliographisches Institut, Leipzig Juli 1984, S. 167–168.
3. ↑  Thüringer Naturbrief - Wappen der Thüringer Landkreise, Städte und Gemeinden. Abgerufen am 1. Oktober 2023.
4. ↑  §2 (2) Hauptsatzung
5. ↑  §2 (3) Hauptsatzung